# هاردي بينغويلا
هاردي بينغويلا (بالفرنسية: Hardy Binguila)‏ (مواليد 17 يوليو 1996) هو لاعب كرة قدم كونغولي في مركز وسط الملعب.

## روابط خارجية
- هاردي بينغويلا على موقع الاتحاد الدولي (مؤرشف)  (الإنجليزية)
- هاردي بينغويلا على موقع قاعدة بيانات كرة القدم.إي يو (الإنجليزية)
- هاردي بينغويلا على موقع ناشيونال فوتبول تيمز (الإنجليزية)
- هاردي بينغويلا على موقع Soccerway.com (الإنجليزية)